# 諦義證得經
《諦義證得經》（亦作Tattvarth-adhigama-sutra或Moksha-shastra）是烏瑪斯伐蒂在公元2至5世紀內某一時期寫成的耆那教經典。 這是其中一部以梵語寫作的耆那教經典。 名詞Tattvartha由梵文字詞tattva和artha組成。tattva解作「真實、真理」，而artha解作「本質、意義」，合起來就是「真實的本質」的意思。
《諦義證得經》被視為其中一部最早期且最具權威性的耆那教經典，為天衣派、白衣派和其他耆那教分支一致認可。這是一部哲學性著作，它在耆那教裡的重要性與印度教中的《梵經》和《瑜伽經》相若。它以印度傳統的格言（sutra）形式，在短短10章內以350節呈現了完整的耆那教哲學。 從5世紀起，這部經典引起了大量評論、翻譯和詮釋。
當中的一節Parasparopagraho Jīvānām是耆那教的格言，中文意思為「靈魂的作用在於互相幫助」， 或「靈魂為彼此給予服務」。

## 名稱
《諦義證得經》在耆那教中又被稱為Moksha-shastra，意思是「描述通往解脫道路的經典」。

## 內容
這部經典以梵語寫成，由一段祈禱文引入：
我禮敬主，解脫之道的弘揚者、如山的業力的消除者和完整實相的認識者，從而讓我明白這些特質。
《諦義證得經》的第一節概括了耆那教的解脫之道。該節說明三寶（正信、正知、正行）共同構成了通往解脫的道路。
它的十章為：
1. 信仰和知識
2. 生命的分類
3. 地獄和地面世界
4. 天界的生命
5. 非生命的分類
6. 業力的漏入
7. 五誓言
8. 業力的束縛
9. 業力的終止和去除
10. 解脫

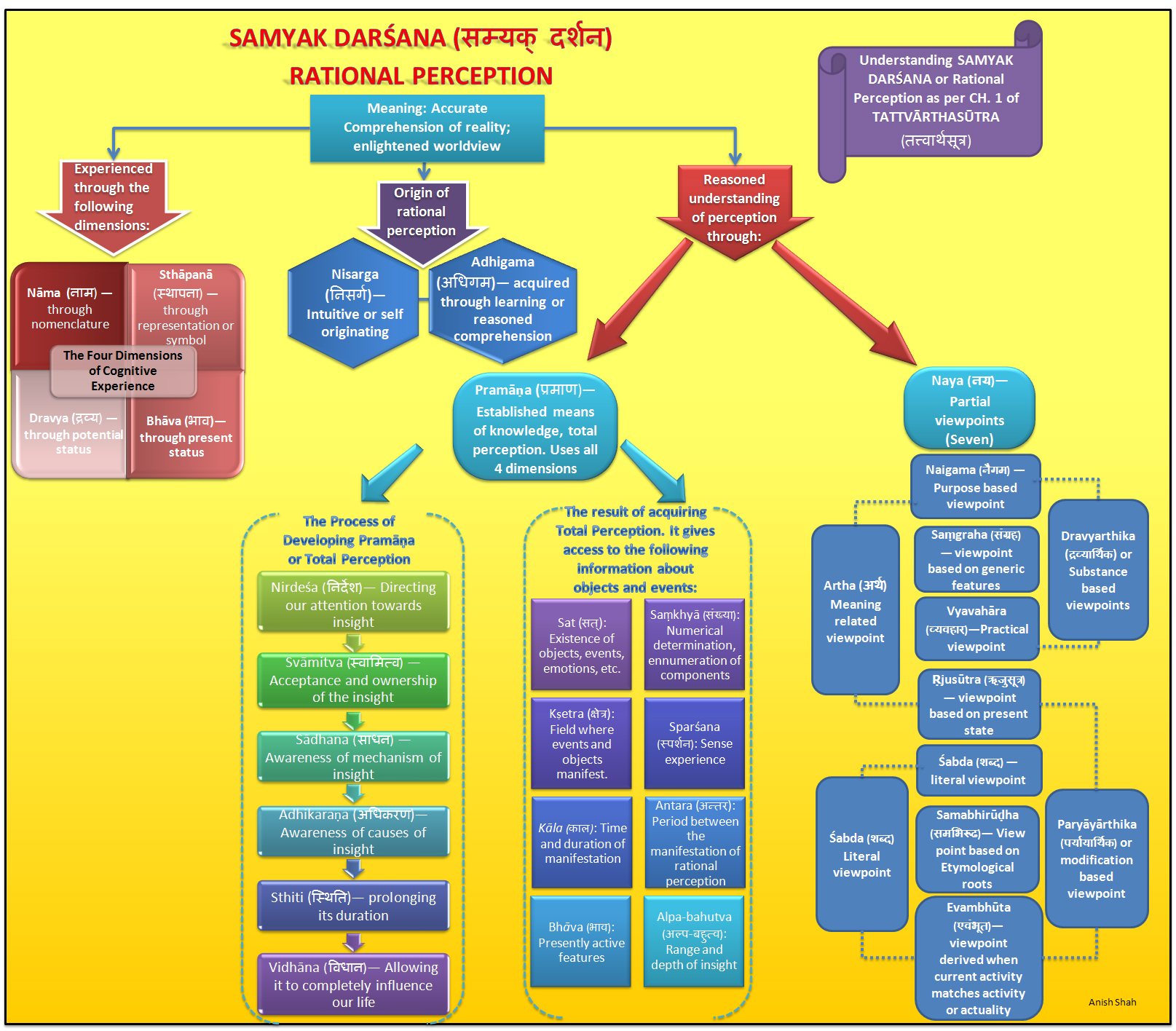
描述《諦義證得經》中每一章的義理（正信）的圖表

第一章是關於認知的過程和不同種類知識的細節。接下來的三章分別講述靈魂、地獄，以及天界的生命。第五章討論非生命。之後的三章描述業力的形式、漏入、
善業與惡業，以及繫縛。第九章描述對業力漏入的終止，即制禦，和業力的去除，即寂靜。末章討論靈魂的終極自由，即解脫。

### 七諦說
第一章第四節介紹了《諦義證得經》中的七諦說理論：
1. 命：靈魂存在
2. 非命：沒有感知的物質存在
3. 漏入：業力的顆粒存在，並會進入每個靈魂
4. 繫縛：業力的顆粒會束縛靈魂，並導致輪迴
5. 制禦：業力的顆粒的漏入能得到終止
6. 寂靜：業力的顆粒能從靈魂分離
7. 解脫：業力的顆粒的徹底釋放致使從世俗的束縛中解脫

烏瑪斯伐蒂把知識的類型分為經驗性知識，即能夠透過個人的感知而獲得。他亦補充知識能透過文本、預知和全知獲得。 第二章關於靈魂。他主張靈魂的區別在於迷誤性業力的抑制，或八種業力的消除，或破壞性業力的局部存在，或八種新業力的產生，或靈魂本有的特質，或以上的結合。 在第三至六章中，烏瑪斯伐蒂介紹了七諦說的首三項。

### 倫理
在第七章中，烏瑪斯伐蒂介紹了耆那教的誓言並解釋它們的價值在於停止業力的顆粒進入靈魂。這些誓言為：
- 不害（戒除暴力）
- 誠實語（戒除謊言）
- 不偷竊
- 純潔行（戒除肉慾）
- 不執取（戒除佔有欲）。

### 業力與輪迴
烏瑪斯伐蒂在《諦義證得經》的第八章中介紹了業力如何影響輪迴。他主張在生命中積累的業力決定了每個靈魂的壽命和輪迴之處：地獄、植物與動物、人類和天神。 此外，如烏瑪斯伐蒂所述，業力亦會影響同一物種的靈魂的身體、形式、特徵以及地位，例如高上（ucchi）或低下（nicchi）的地位。 已積累和新的業力是物質的顆粒，它們會依附在靈魂，並會隨著靈魂遊走到每一生，從而構成束縛，並會成熟。 當成熟時，業力的顆粒便會脫落。

### 業力的去除和解脫
《諦義證得經》的第九章說明了如何停止業力的顆粒依附在靈魂上，以及去除它們的方法。 烏瑪斯伐蒂主張透過控制行為、實踐正法（如寬容、謙遜、純潔、真誠、自我約束、樸素、棄絕等美德）、沈思、在艱難下的忍耐（他列舉了22種困難，包括飢餓、口渴、寒冷、酷熱、裸體、受傷、無所獲益、疾病、讚美、不尊重等），以及對他人的良好素質（他列舉了5項：平靜、重歸於好、非暴力、微小的激情和公平的行為），靈魂便能停止業力的積累。 根據烏瑪斯伐蒂，外在的苦行如齋戒、減少飲食和隱居，伴隨內在的苦行如懺悔、尊敬、侍奉、棄絕和冥想，連同對上師和病苦修行者的虔敬侍奉有助於去除業力。
烏瑪斯伐蒂在第十章闡述了解脫的狀態。 烏瑪斯伐蒂說，這是透過消除迷誤性和障礙性的業力而達到的。 這導致寂靜的境界，然後靈魂會遷移到宇宙的盡頭。

## 重要性
《諦義證得經》被視為一部最早且最具權威性的耆那教經典，而且是唯一一部在天衣派和白衣派中都被視為權威的經典。 它在耆那教裡的重要性與印度教中的《梵經》和《瑜伽經》相若。

## 評論與翻譯

### 評論
從5世紀起，《諦義證得經》擁有為數最多的各種印度語言的評論。《諦義證得經》有超過25種評論和翻譯。
對《諦義證得經》最著名和古老的評論是由阿闍黎Pujyapada撰寫的Sarvārthasiddhi （公元6世紀）。 Sarvārthasiddhi與Akalanka著的Rajavartika（780年）和Vijayananda著的Slokavarttika（公元9世紀）同為天衣派僧侶學生的核心文本。

### 翻譯
這文本是以sutra的形式寫成的。Sutra一字解作「繩子、線索」。 它的字根為siv，即用來把東西縫紉和固定起來的工具。 在印度文學的語境下，Sutra是指對音節和字詞的精煉的收集，任何形式的「格言、規則、方向」像繩索般被繫在一起，而「儀式、哲學、文法或任何範疇的知識」則能被編織起來。
Sutra文本精煉的特性為不同的詮釋留有很大的空間。《諦義證得經》有各種各樣的翻譯。例如，第一節的翻譯如下：

"覺悟的見解（世界觀）、覺悟的知識與覺悟的行為是解脫之道。" – 由Nathmal Tatia翻譯

"正信、正知和正行組成解脫之道" – 由Vijay Jain翻譯
——烏瑪斯伐蒂, 《諦義證得經》 1.1
這文本已被譯為多種語言，包括英語和德語。最新的是1993年的英語翻譯。
首部中文譯本由方廣錩於1986年譯出，由日譯本轉譯而成。刊載在《南亞與東南亞資料》第三期。

## 註腳
1. 1 2  Paul Dundas. Patrick Olivelle , 编. . Oxford University Press. 2006: 395–396  [2020-06-19]. ISBN 978-0-19-977507-1. （原始内容存档于2020-09-27）.
2. ↑  Walter Slaje, , Otto Harrassowitz Verlag: 35 with footnote 23, 2008  [2020-06-19], ISBN 978-3-447-05645-8, （原始内容存档于2020-12-01）
3. ↑  . encyclopedia.com.   [2020-06-19]. （原始内容存档于2015-12-08）.
4. ↑  Dundas 2002，第86頁.
5. ↑  Vijay K. Jain 2011，第vi頁.
6. ↑  Hemacandra; R. C. C. Fynes. . Oxford University Press. 1998: xxxix  [2020-06-19]. ISBN 978-0-19-283227-6. （原始内容存档于2016-12-23）.
7. ↑  Sir Monier Monier-Williams; Ernst Leumann; Carl Cappeller. . Motilal Banarsidass. 2002  [2020-06-19]. ISBN 978-81-208-3105-6. （原始内容存档于2017-03-24）.
8. 1 2 3  Jaini 1998，第82頁.
9. ↑  K. V. Mardia. . Motilal Banarsidass. 1990: 103  [2020-06-19]. ISBN 978-81-208-0658-0. （原始内容存档于2021-05-16）. Quote: Thus, there is a vast literature available but it seems that Tattvartha Sutra of Umasvati can be regarded as the main philosophical text of the religion and is recognized as authoritative by all Jains."
10. 1 2 3  Natubhai Shah 2004，第48頁.
11. ↑  Vijay K. Jain 2011，第72頁.
12. ↑  Umāsvāti 1994，第131頁.
13. 1 2 3  Cort 2001，第16-17頁.
14. 1 2  S.A. Jain 1992.
15. ↑  Vijay K. Jain 2011，第1頁.
16. 1 2  Vijay K. Jain 2011，第2頁.
17. ↑  Vijay K. Jain 2011，第xi頁.
18. ↑  Umāsvāti 1994，第xviii-xx, 2-3, 6頁.
19. ↑  Umāsvāti 1994，第12-15頁.
20. ↑  Umāsvāti 1994，第33-62頁.
21. ↑  Umāsvāti 1994，第7-168頁.
22. ↑  Umāsvāti 1994，第169-170頁.
23. 1 2  Umāsvāti 1994，第195-199頁.
24. 1 2  Vijay K. Jain 2011，第118-119頁.
25. 1 2  Umāsvāti 1994，第200-203頁.
26. 1 2  Vijay K. Jain 2011，第121-124頁.
27. ↑  Umāsvāti 1994，第213-248頁.
28. 1 2 3  Vijay K. Jain 2011，第126-145頁.
29. 1 2  Umāsvāti 1994，第250-263頁.
30. 1 2 3  Vijay K. Jain 2011，第146-151頁.
31. ↑  Jaini, p. 81
32. ↑  Jones & Ryan 2007，第439-440頁.
33. ↑  Banerjee, Satya Ranjan. . 2005: 151.
34. 1 2  M Winternitz (2010 Reprint), A History of Indian Literature, Volume 1, Motilal Banarsidass, ISBN 978-8120802643, pages 249
35. 1 2  Monier Williams, Sanskrit English Dictionary, Oxford University Press, Entry for Sutra （页面存档备份，存于）, page 1241
36. ↑  MacGregor, Geddes.  1st. New York: Paragon House. 1989. ISBN 1557780196.
37. ↑  Umāsvāti 1994，第5-6頁.
38. ↑  .   [2020-06-26]. （原始内容存档于2020-06-28）.

## 延伸閱讀
- Umāsvāti; Devanandī; Siddhasenagaṇi. Nathmal Tatia , 编. . Rowman & Littlefield. 1994  [19 June 2020]. ISBN 978-0-06-068985-8. （原始内容存档于2021-04-13）.

## 外部連結
- Tattvarthasutra, with Hindi and English translation on crossasia repository （页面存档备份，存于）
- Selections from the sutra on harvard.edu （页面存档备份，存于）
- Tattvarthsutra (English) on archive.org